# Mosar
Mosar (vitryska: Мосар) är en by i Belarus.   Den ligger i voblasten Vitsebsks voblast, i den norra delen av landet, 150 km norr om huvudstaden Minsk. Mosar ligger 143 meter över havet och antalet invånare är 1 500.

## Natur och klimat
Terrängen runt Mosar är mycket platt. Närmaste större samhälle är Sjarkaŭsjtjyna, 16,2 km norr om Mosar.
Trakten runt Mosar består till största delen av jordbruksmark. Runt Mosar är det ganska glesbefolkat, med 27 invånare per kvadratkilometer.